# Parafia św. Józefa Rzemieślnika w Płocku
Parafia pw. Świętego Józefa w Płocku – rzymskokatolicka parafia należąca do dekanatu płockiego wschodniego, diecezji płockiej, metropolii warszawskiej. Parafia powstała 20 maja 1982 roku. 
Kościół parafialny pw. Miłosierdzia Bożego został wybudowany w latach 1995–2000 według projektu architekta Andrzeja Pawlikowskiego. Mieści się przy ulicy Górnej.

## Proboszczowie
- ks. Władysław Stradza (1982–2006)
- ks. kan. Andrzej Smoleń (2006–2024)[1]
- ks. dr Rafał Pabich (od 2024)